# Bobi Klintman
Pour les articles homonymes, voir Bobi.
Bobi Klintman, né le  6 mars 2003 à Malmö, dans la région de Scanie en Suède, est un joueur suédois de basket-ball évoluant aux postes d'ailier et ailier fort. Il mesure 2,06 m.

## Biographie

### Carrière universitaire
Entre 2022 et 2023, il joue pour les Demon Deacons de Wake Forest à l'université de Wake Forest.

### Carrière professionnelle

#### Cairns Taipans (2023-2024)
Le 13 juin 2023, Klintman signe un premier contrat professionnel avec l'équipe australienne des Cairns Taipans.

#### Pistons de Détroit (depuis 2024)
Le 27 juin 2024, lors de la draft, il est sélectionné en 37e position par les Timberwolves du Minnesota.
Le 6 juillet 2024, ses droits sont transférés aux Pistons de Détroit en échange des droits sur Cam Spencer. En juillet 2024, il participe à la NBA Summer League 2024 de Las Vegas.

## Palmarès

### Sélection nationale
- FIBA U20 EuroBasket Division B All-Star Five (2022)

## Statistiques

### Universitaires
| Saison    | Équipe      | Matchs | Titul. | Min./m | % Tir | % 3pts | % LF | Rbds/m. | Pass/m. | Int/m. | Ctr/m. | Pts/m. |
| --------- | ----------- | ------ | ------ | ------ | ----- | ------ | ---- | ------- | ------- | ------ | ------ | ------ |
| 2022-2023 | Wake Forest | 33     | 6      | 20,4   | 40,7  | 36,8   | 74,3 | 4,55    | 0,79    | 0,45   | 0,61   | 5,33   |
| Carrière  | Carrière    | 33     | 6      | 20,4   | 40,7  | 36,8   | 74,3 | 4,55    | 0,79    | 0,45   | 0,61   | 5,33   |